# Gynacantha bayadera
Gynacantha bayadera är en trollsländeart som beskrevs av Selys 1891. Gynacantha bayadera ingår i släktet Gynacantha och familjen mosaiktrollsländor. IUCN kategoriserar arten globalt som livskraftig. Inga underarter finns listade i Catalogue of Life.